# Nicolas Rapin
Nicolas Rapin  (* 1535 in Fontenay-le-Comte; † 16. Februar 1608 in Poitiers) war ein französischer Schriftsteller.

## Leben und Werk
Rapin erfüllte im krisengeschüttelten Frankreich der Könige Karl IX., Heinrich III. und Heinrich IV. hohe militärische, polizeiliche und administrative Aufgaben und war am Hof ein angesehener Dichter. Er gehörte zum sog. Parti des politiques (Partei der Politischen), einer Gruppe, die sich in den Hugenottenkriegen um Neutralität gegenüber Protestanten und Katholiken bemühte. Unter seinen Dichtungen sind bekannt: Vers mesurés rimés, Psaumes de La pénitence und Plaisirs d’un gentilhomme champêtre.
Rapin war zusammen mit Pierre Pithou, Jean Passerat, Florent Chrestien, Gilles Durant de la Bergerie (1554–1614) und Jacques Gillot (1550–1619) Verfasser der Satyre Ménippée (1593), einer (sehr erfolgreichen) satirischen Kampfschrift gegen den nicht enden wollenden Bürgerkrieg und gegen die Heilige Liga (1576), sowie für die Einsetzung eines starken, dem Dritten Stand gewogenen Königs, nämlich Heinrich IV.
Jean Brunel (* 1933) hat Rapin eine von Robert Aulotte betreute Thèse (1988) gewidmet, die 2002 im Druck erschien. Zuvor hatte er bereits das Gesamtwerk kritisch herausgegeben (1982–1984).

## Werke
- Œuvres, hrsg. von Jean Brunel und Emile Brethé, 3 Bände. Droz, Genf 1982–1984 (mit Biografie und Schriftenverzeichnis).
  - I. Vers publiés du vivant de l’auteur.
  - II. Vers publiés après 1608 et inédits.
  - III. Les Oeuvres latines et françaises (1610). Correspondance. Testament.
- (mit anderen) Satyre Menippee de la Vertu du Catholicon d’Espagne et de la tenue des Estats de Paris, kritisch hrsg. von Martial Martin. H. Champion, Paris 2007.